# Ford Cortina
Ford Cortina – samochód osobowy klasy średniej produkowany pod amerykańską marką Ford w latach 1962 – 1983.

## Pierwsza generacja

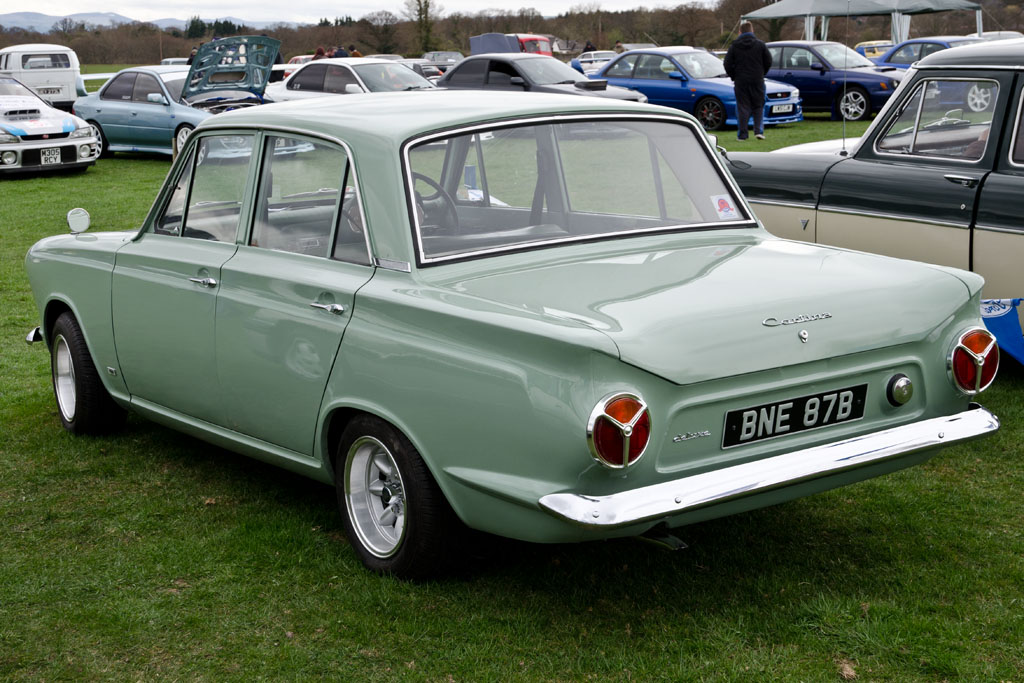
Ford Cortina I – tył

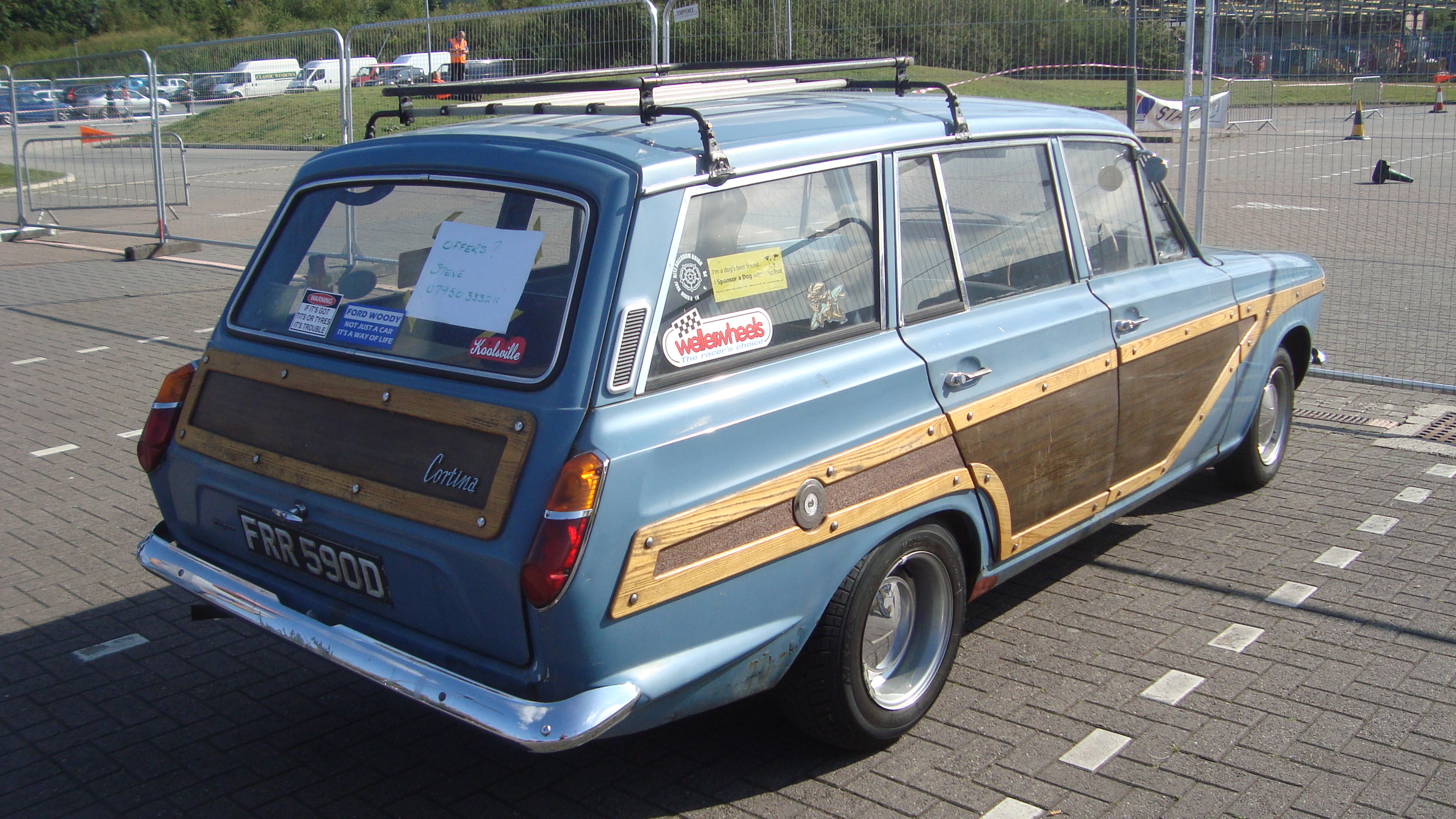
Ford Cortina I Kombi

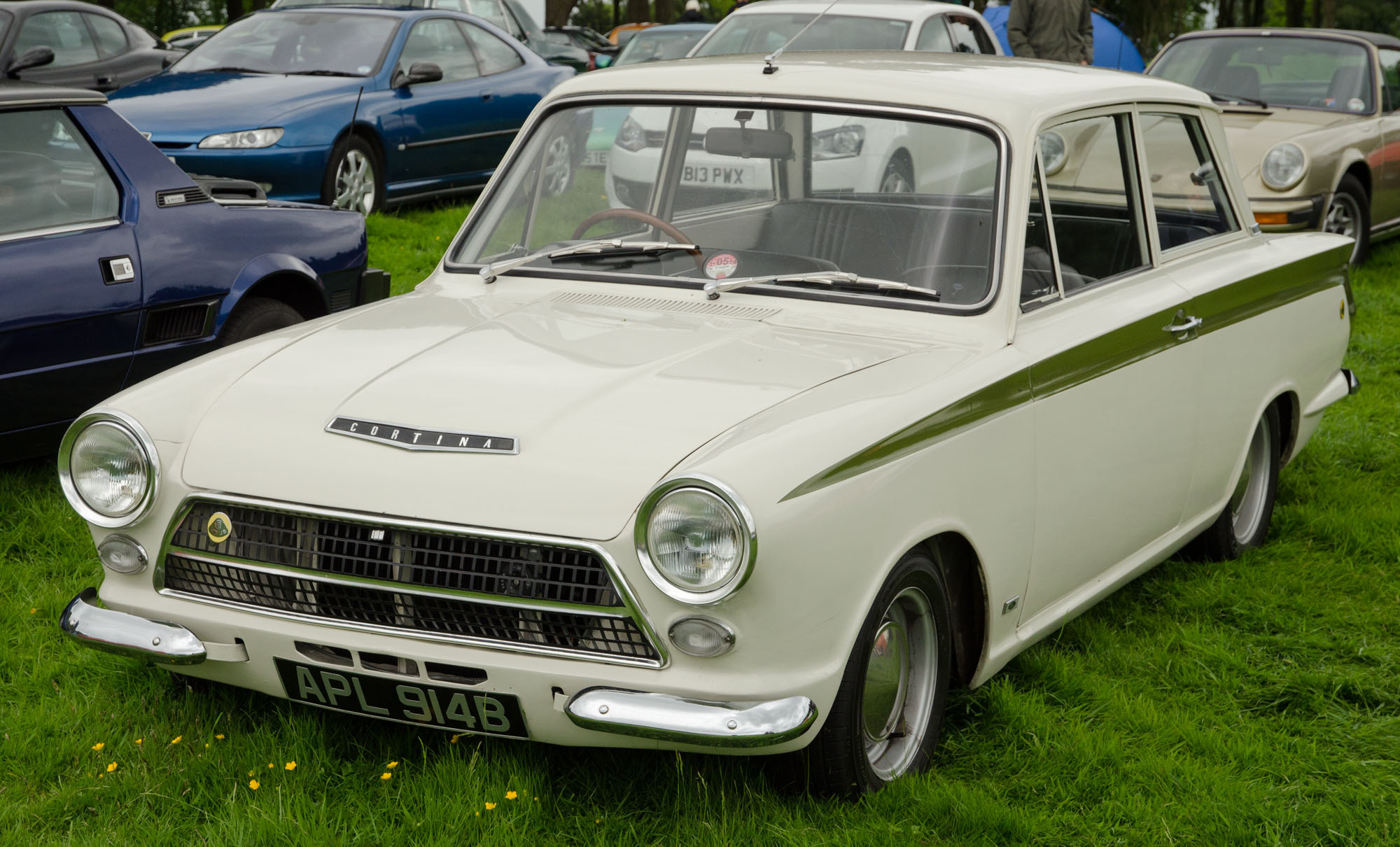
Lotus Cortina I

Ford Cortina I został zaprezentowany po raz pierwszy w 1962 roku.
Pierwsza generacja samochodu została zaprojektowana przez Roya Browna w ramach brytyjskiego oddziału Forda jako następca modelu Consul Classic. Prezentacja pojazdu nastąpiła we wrześniu 1962 roku jako Ford Consul Cortina. Do stycznia 1963 roku wszystkie samochody były wyposażane w silnik 1,2 z Forda Anglii, po czym za dodatkową opłatą można było nabyć jednostkę 1,5 litra. Samochód był dostępny z nadwoziem dwu- lub czterodrzwiowym. Jednocześnie w 1963 roku rozpoczęto produkcję bliźniaczego Lotusa Cortiny, będącego sportową odmianą. W 1964 roku zmieniono nazwę podstawowego modelu na po prostu Ford Cortina.

### Sport
Początkowo Ford Cortina był wystawiany w rajdach samochodowych, a później również w wyścigach samochodów turystycznych. W 1963 roku Jack Sears w Fordzie Cortina GT zdobył mistrzostwo BSCC. Rok później to samo osiągnięcie zdobył w barwach Team Lotus Lotusem Cortiną Jim Clark. Również w 1964 roku Peter Hughes w Fordzie Cortinie GT wygrał Rajd Safari. Zwykle w zawodach sportowych stosowano mocny i lekki silnik 1,6 litra.

### Silniki
- L4 1.2l Kent
- L4 1.5l Kent
- L4 1.6l Twin-Cam

## Druga generacja

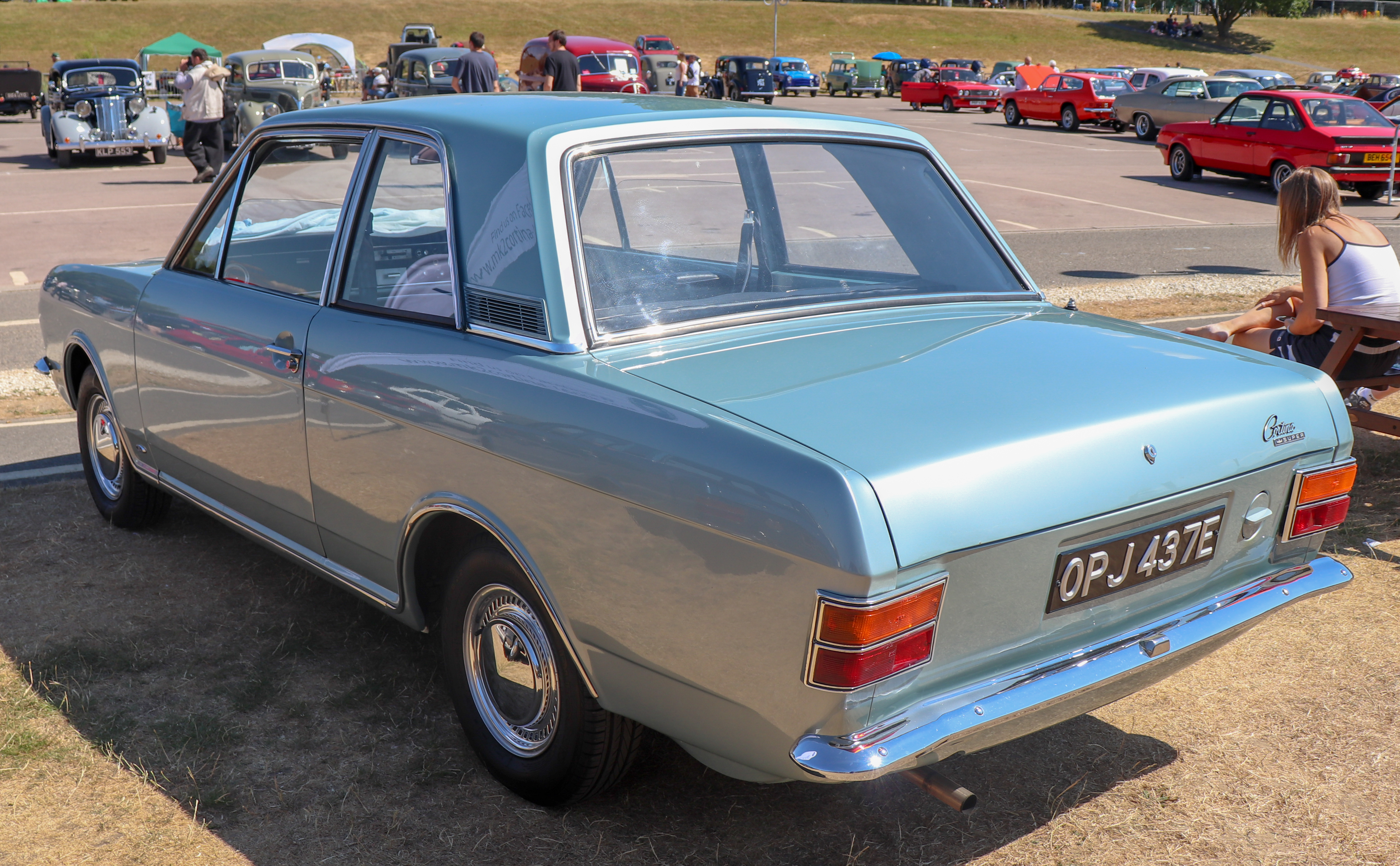
Ford Cortina II – tył

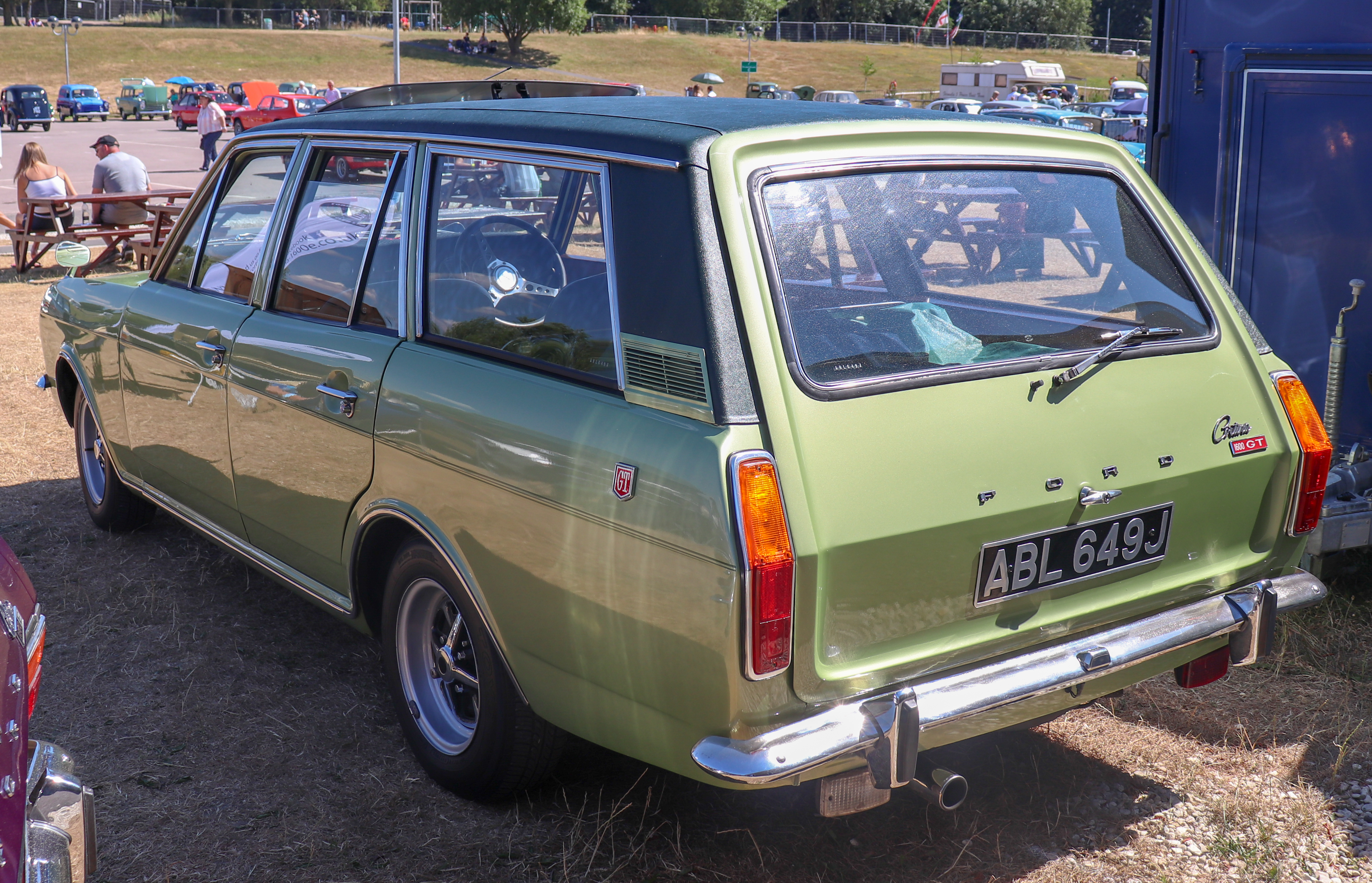
Ford Cortina II Kombi

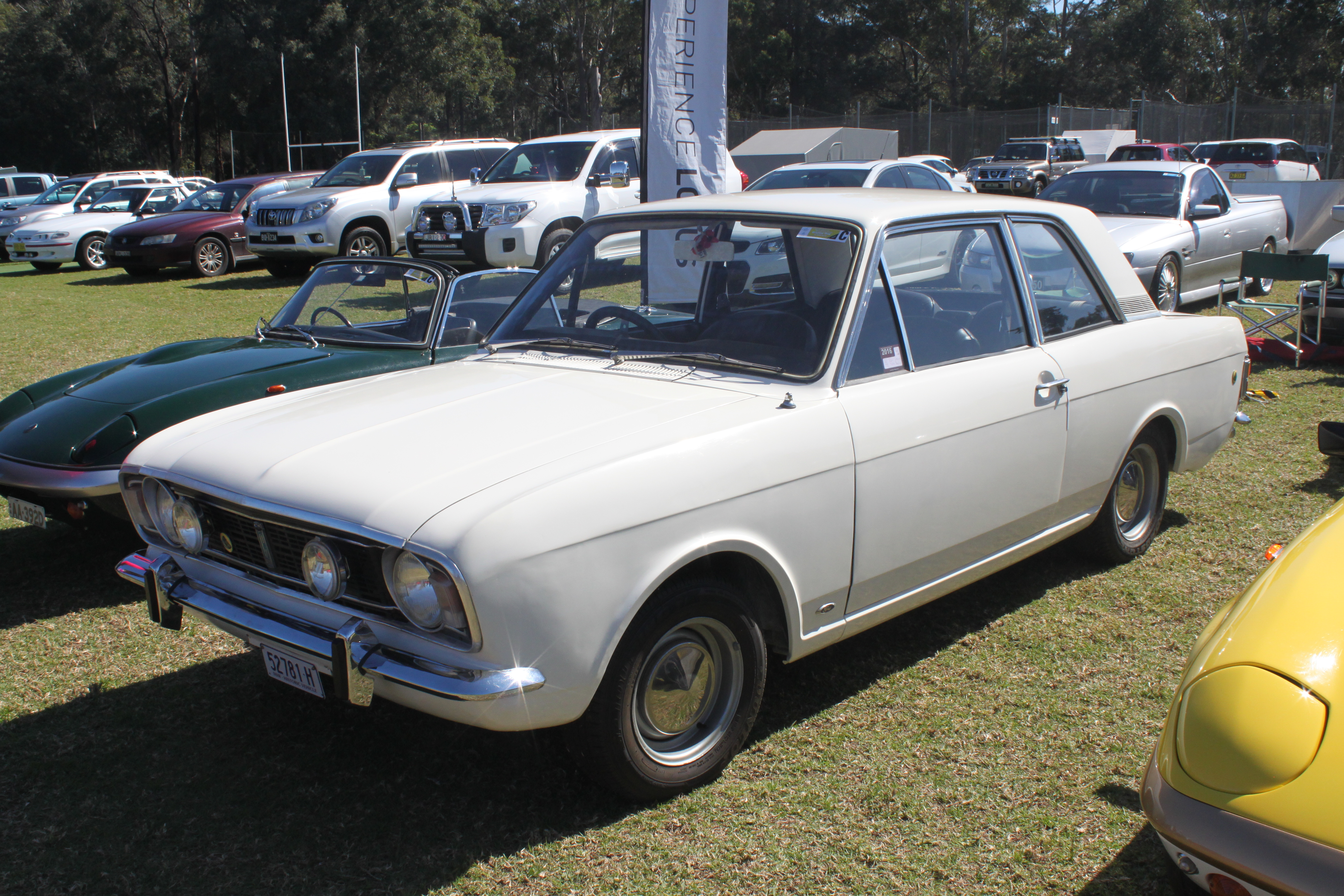
Lotus Cortina II

Ford Cortina II został zaprezentowany po raz pierwszy w 1966 roku.
Druga generacja samochodu, zaprojektowana przez Roya Haynesa, powstała na zmodernizowanej platformie poprzednika. Zmieniono wygląd nadwozia, które przybrało agresywniejszy charakter. Zyskało one bardziej kanciaste i zwarte proporcje, z wyraźniej zaznaczonymi błotnikami, niżej osadzonymi reflektorami oraz kanciastymi tylnymi lampami. Zaokrąglone i wielokształtne przetłoczenia zastąpiono prostszymi liniami. Przód zdominowała duża, prostokątna atrapa chłodnicy obejmująca reflektory i zdobiona chromem.
W gamie pojawił się nowy silnik o pojemności 1,6 litra. W Południowej Afryce samochód był ponadto sprzedawany z trzylitrowym silnikiem V6, rozwijanym przez Basil Green Motors.
Podobnie jak w przypadku poprzednika, na bazie Forda Cortiny drugiej generacji został zbudowany sportowy wariant Lotus Cortina opracowany z brytyjską marką samochodów sportowych Lotus.

### Silniki
- L4 1.2l Kent
- L4 1.3l Kent
- L4 1.3l Crossflow
- L4 1.5l Kent
- L4 1.6l Crossflow
- L4 1.6l Twin-Cam
- V6 3.0l Essex

## Trzecia generacja

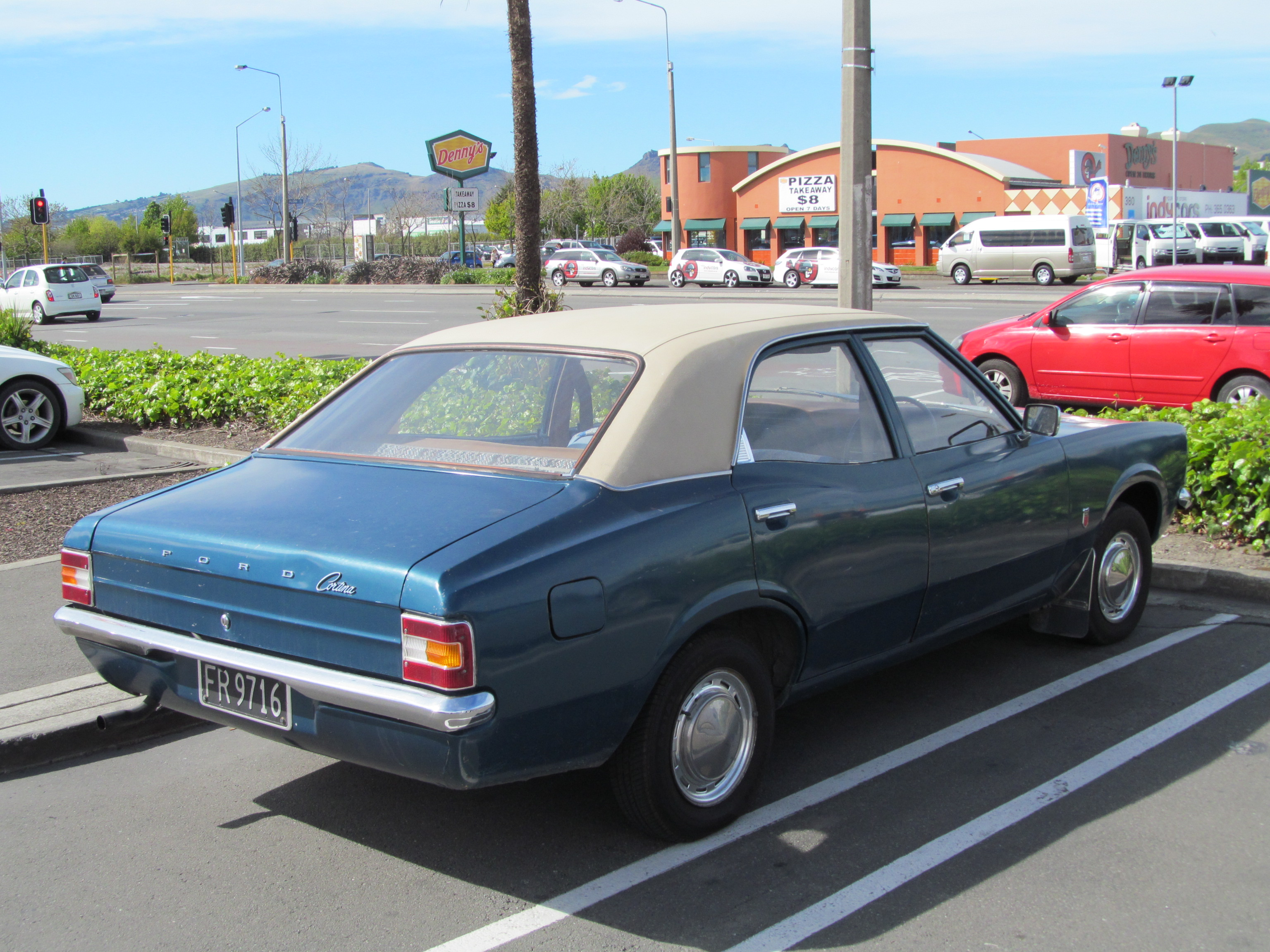
Ford Cortina III – tył

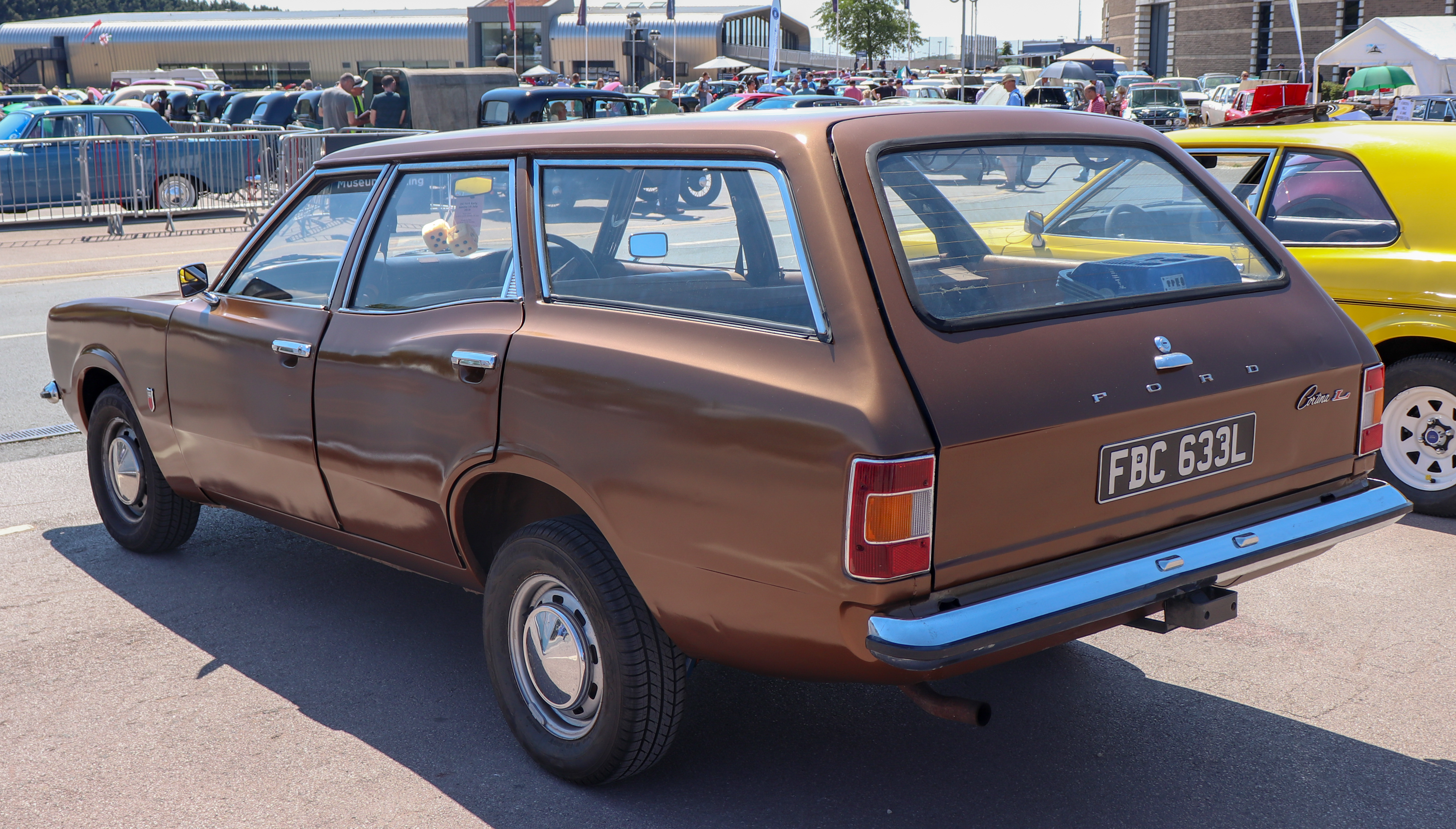
Ford Cortina III Kombi

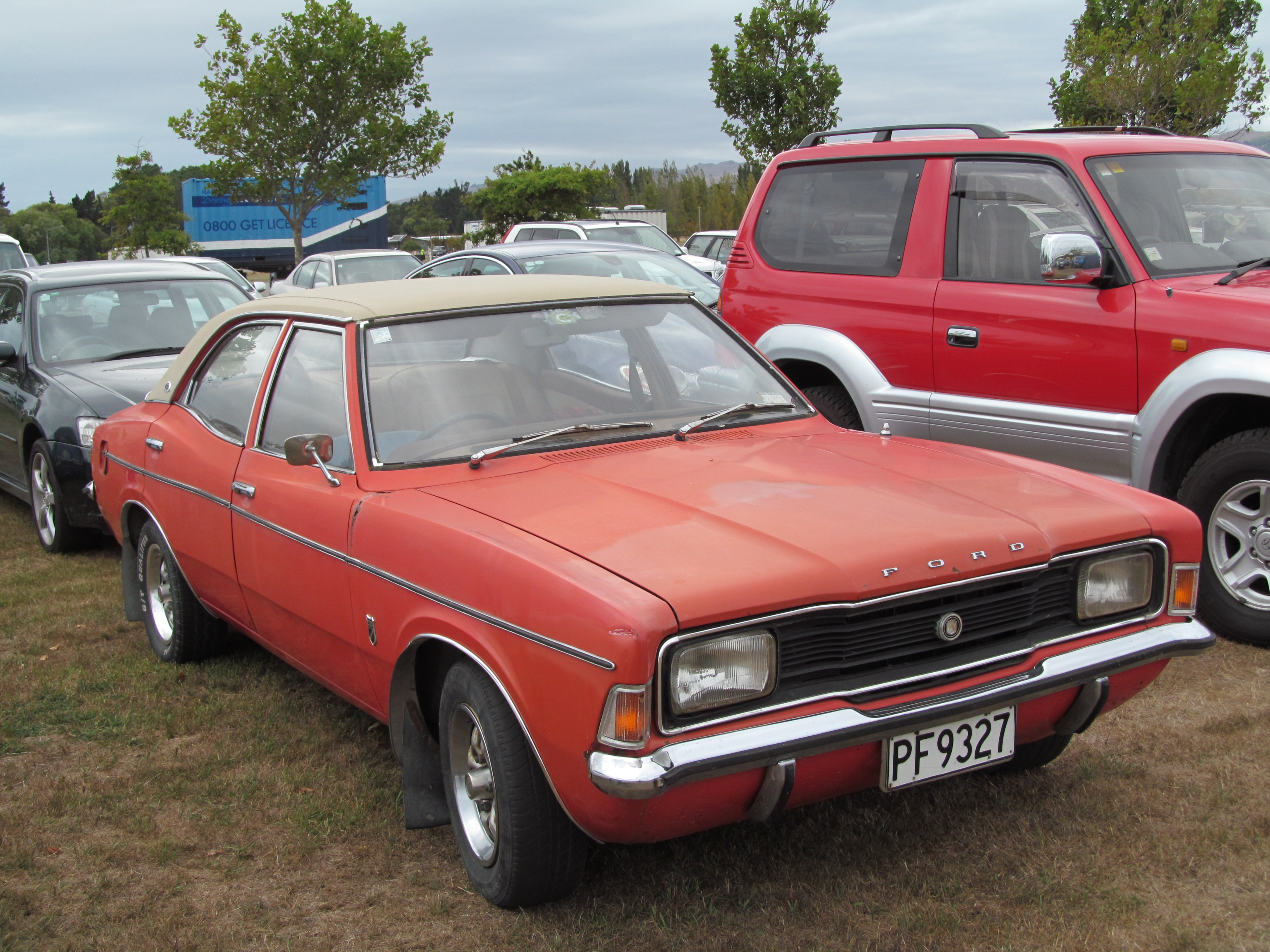
Ford Cortina III po liftingu

Ford Cortina III został zaprezentowany po raz pierwszy w 1970 roku.
Trzecia generacja Forda Cortiny przeszła obszerną metamorfozę. Po raz pierwszy w historii, pojazd był wynikiem współpracy konstruktorów brytyjskiego oraz niemieckiego oddziału marki Ford. W ten sposób, konstrukcja w Wielkiej Brytanii i Irlandii stała się kontynuacją linii modelowej Cortina, z kolei w Niemczech i wielu ościennych krajach Europy Zachodniej pojazd stał się szóstą generacją modelu Taunus.
Kształt nadwozia był inspirowany butelką Coca-Coli, charakteryzując się obłymi tylnymi błotnikami, a także wyraźnie zaznaczonymi przednimi nadkolami. Pas przedni zdobiła duża, chromowana atrapa chłodnicy obejmująca okrągłe reflektory. W podstawowej ofercie znajdowały się jednostki 1,3, 1,6 i 2,0, jednakże w Południowej Afryce sprzedawano pojazdy z silnikami 2,5 i 3,0, a w Australii oferowano modele z pochodzącymi z Forda Falcona silnikami 3,3 i 4,1.

### Lifting
We wrześniu 1972 roku Cortina trzeciej generacji przeszła obszerną modernizację. Z przodu pojawił się nowy wzór atrapy chłodnicy, a także duże prostokątne reflektory, które zastąpiły dotychczasowe, okrągłe.

### Silniki
- L4 1.3l Crossflow
- L4 1.6l Crossflow
- L4 1.6l Pinto
- L4 2.0l Pinto
- L6 3.3l Falcon
- L6 4.1l Falcon
- V4 2.0l Essex
- V6 2.5l Essex
- V6 3.0l Essex

## Czwarta generacja

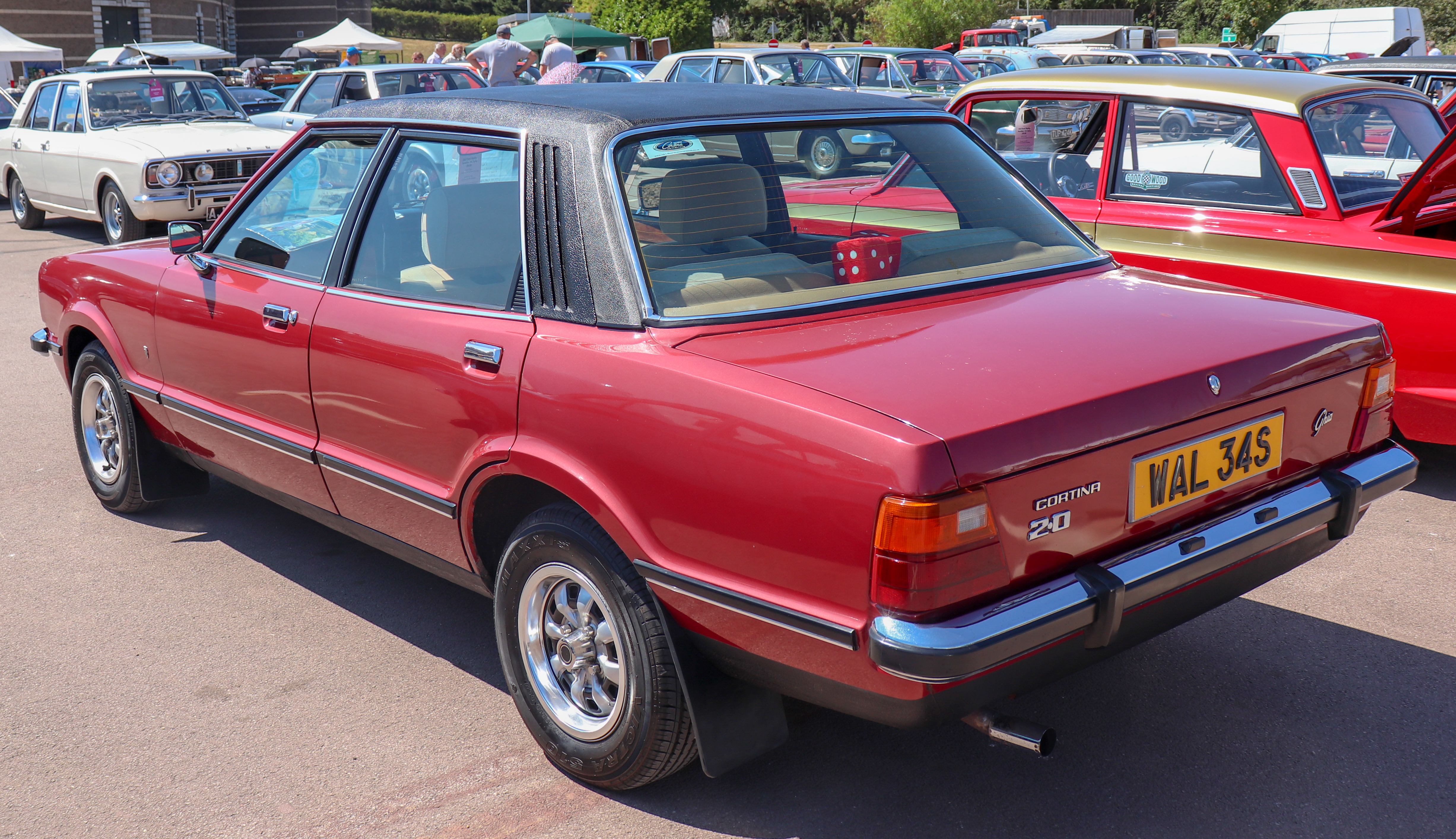
Ford Cortina IV – tył

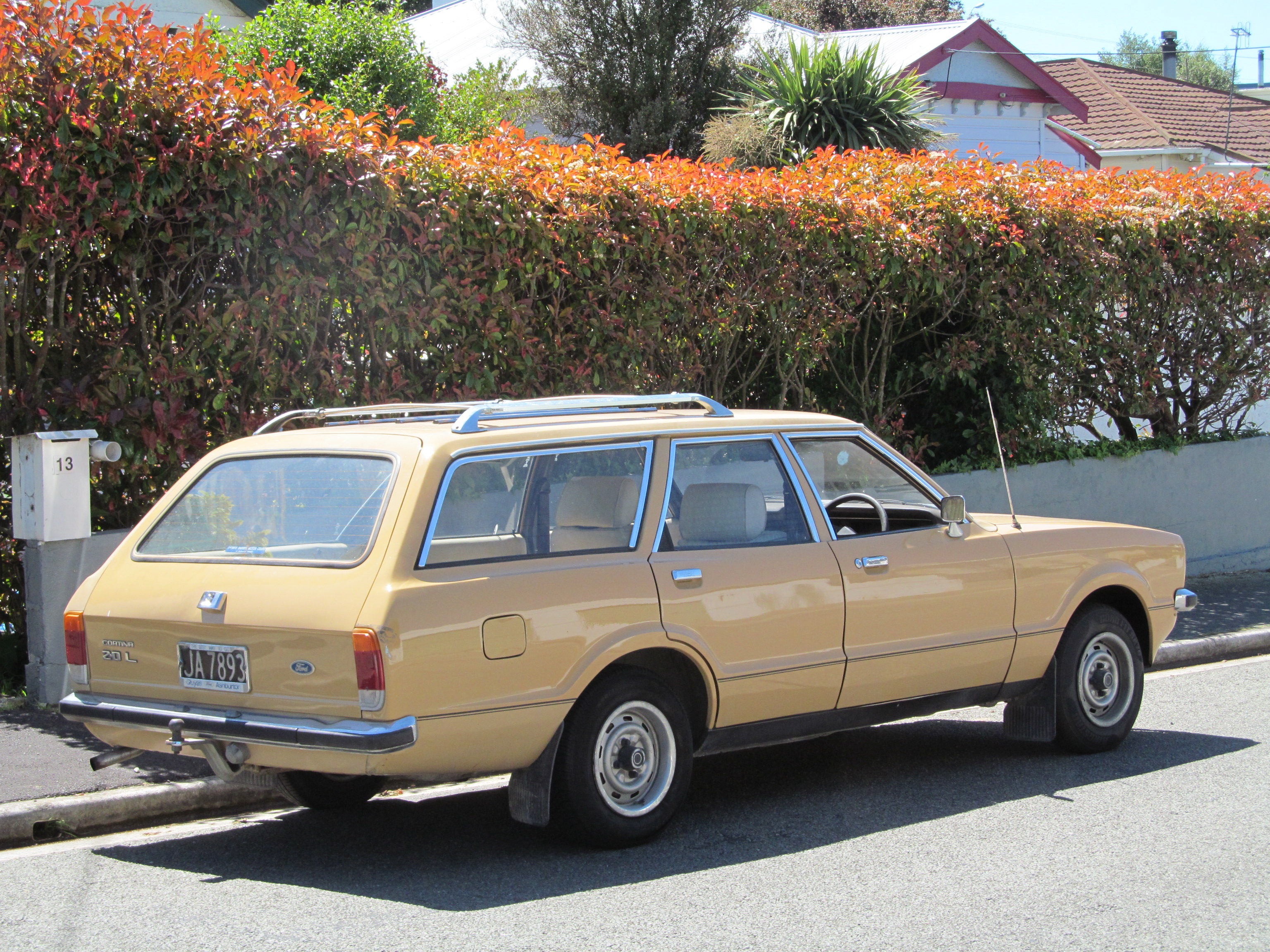
Ford Cortina IV Kombi

Ford Cortina IV został zaprezentowany po raz pierwszy w 1976 roku.
Czwarta generacja Cortiny została gruntownie zmodernizowana, powstając od podstaw jako nowy model. Podobnie jak poprzednik, pojazd powstał w ramach współpracy brytyjskiego i niemieckiego oddziału Forda, dzięki której pojawiła się też kolejna, siódma generacja modelu Taunus.
Pas przedni wyróżniał się dużymi, kanciastymi reflektorami, a także czarną, znajdującą się między nimi atrapą chłodnicy w prostokątnym kształcie. Z tyłu z kolei znalazły się wielokształtne, znajdujące się na narożnikach błotników lampy, a nadwozie zyskało łagodniejsze przetłoczenia.

### Silniki
- L4 1.3l Crossflow
- L4 1.6l Crossflow
- L4 1.6l Pinto
- L4 2.0l Pinto
- L6 3.3l Falcon
- L6 4.1l Falcon
- V6 2.0l Essex
- V6 2.3l Essex
- V6 3.0l Essex

## Piąta generacja

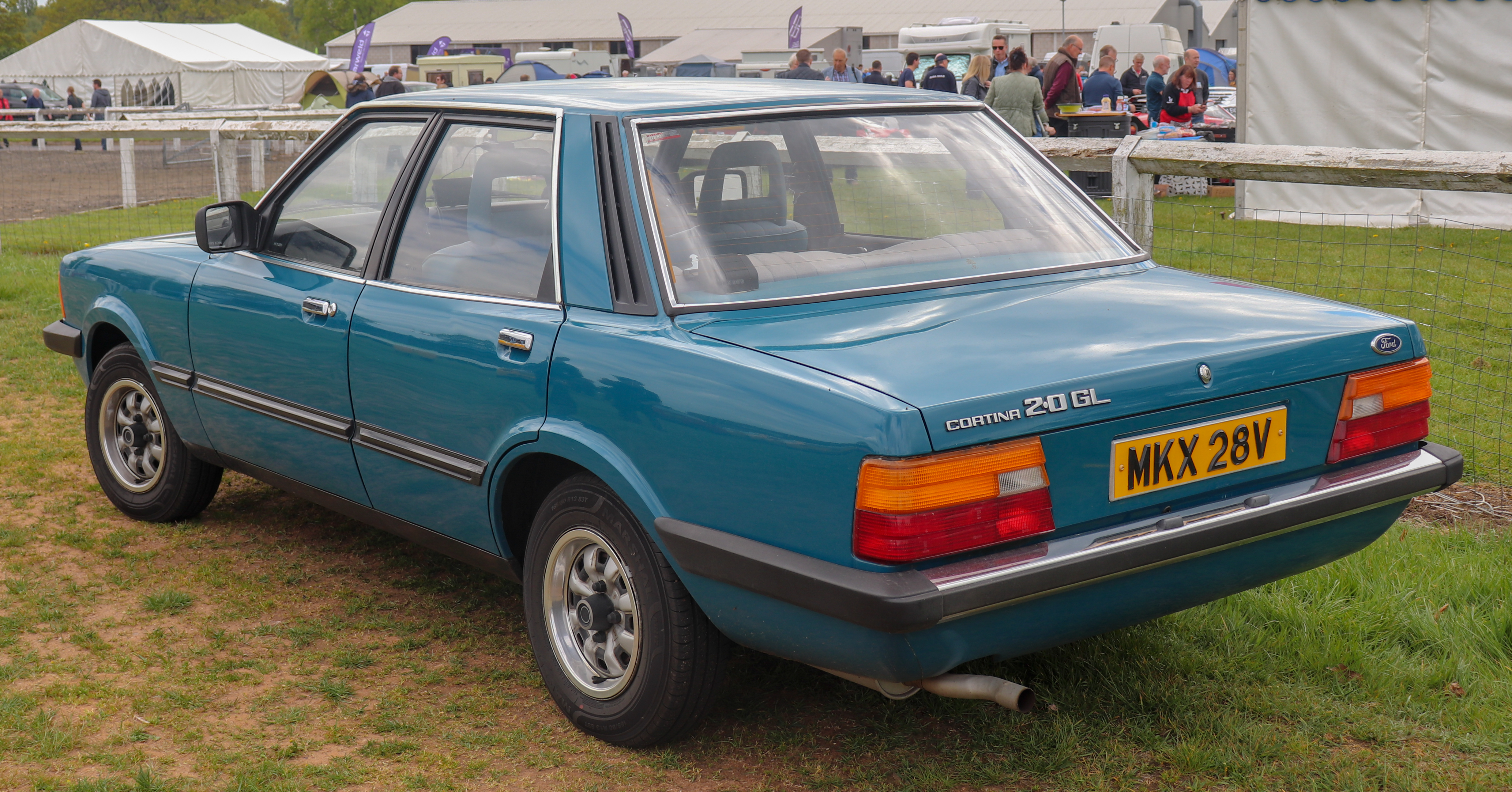
Ford Cortina V – tył

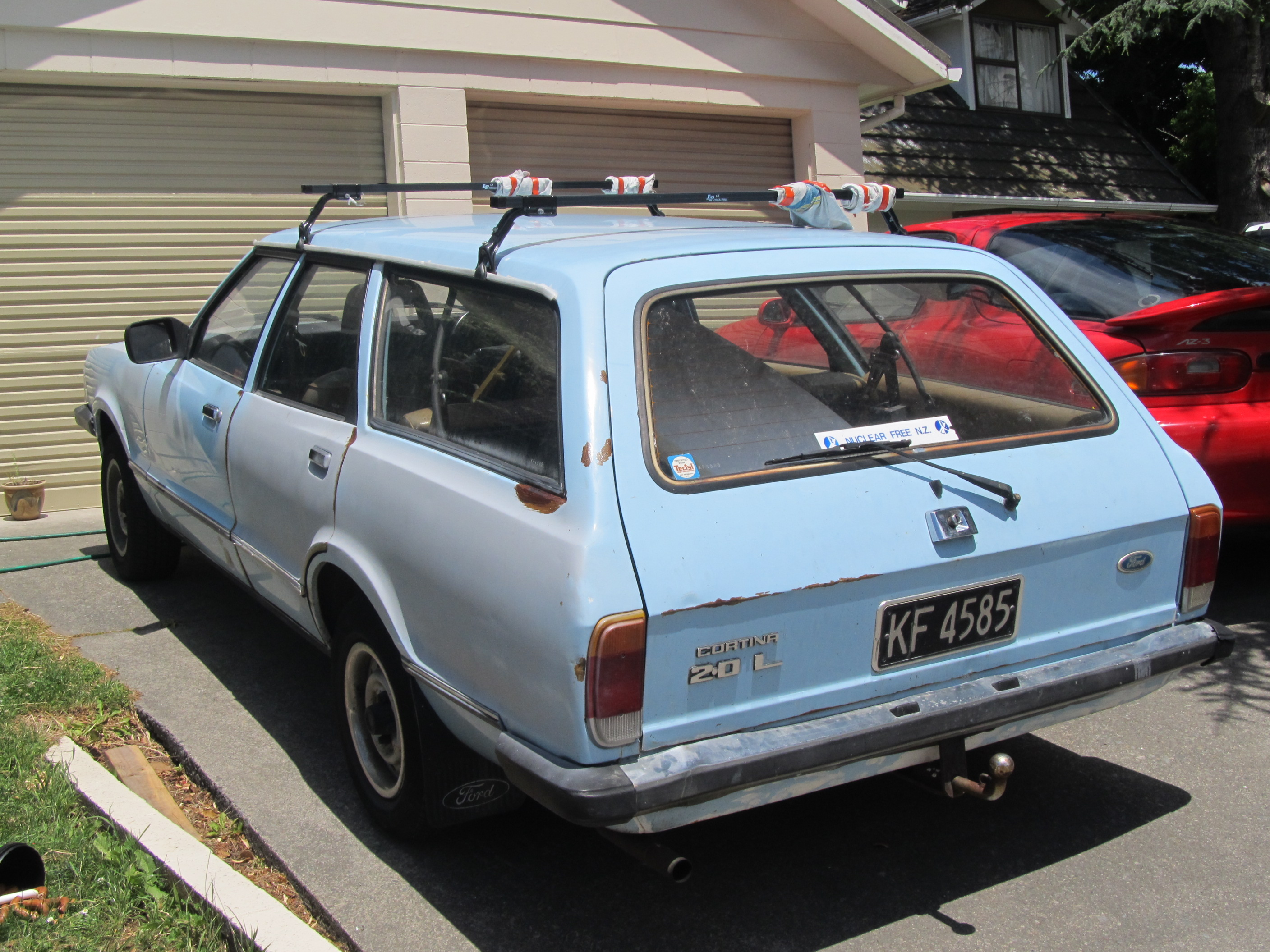
Ford Cortina V Kombi

Ford Cortina V został zaprezentowany po raz pierwszy w 1979 roku.
Piąta i ostatnia generacja Forda Cortiny była de facto głęboko zmodernizowanym poprzednikiem, zyskując nowocześniejsze rozwiązania techniczne, a także obszernie zmodernizowane nadwozie. Z przodu pojawiły się dwuczęściowe, dwubarwne reflektory obejmujące tym razem także krawędzie przednich błotników, z kolei z tyłu zamontowano znacznie większe, prostokątne lampy. Poza tym, kształt drzwi czy przetłoczenia na błotnikach pozostały bez zmian.
Restylizacja, firmowana jako nowa generacja, nie dotyczyła bliźniaczego Forda Taunusa – ten był produkowany w tej samej formie od 1976 roku.

### Koniec produkcji i następca
W 1983 roku Ford zakończył produkcję Cortiny, zastępując ją na rynku europejskim zupełnie nowym modelem Sierra. Na rynku australijskim i nowozelandzkim następcą został z kolei inny model – Telstar.
Łącznie sprzedano 4,3 miliona egzemplarzy Cortiny wszystkich generacji, w większości w Wielkiej Brytanii. Był to najlepiej sprzedający się samochód w Wielkiej Brytanii przez wiele lat, głównie w latach 70. XX wieku.

### Silniki
- L4 1.3l Crossflow
- L4 1.6l Crossflow
- L4 1.6l Pinto
- L4 2.0l Pinto
- L6 3.3l Falcon
- L6 4.1l Falcon
- V4 2.0l Essex
- V6 2.3l Cologne
- V6 3.0l Essex